# プラハ文化
プラハ文化（プラハぶんか、英語: Prague culture、ないしプラハ・コルチャク文化〈英語: Prague-Korchak culture〉）は、5世紀から7世紀まで続いたプラハ・ペンコフ・コロチン文化複合のうちの北西群文化。このため、中世前期のスラヴ語派の文化のひとつと推定される。

## 地理
東はヴィスワ川（のち大きく東方へ展開）から西はエルベ川を渡ってその西岸にまでまたがっていた。プシェヴォルスク文化を地方的な基層とし、主にチェルニャコヴォ文化やキエフ文化の影響を受けて発展した文化で、もとはポーランド、チェコ、スロバキア、ドイツ東部、ウクライナ西部から始まり、ルーマニア、ハンガリー、ウクライナ、ベラルーシの各方面へ拡大して、広い範囲を占めるようになった。
ズデーテン山地とベスキディ山脈の稜線を挟んで、おおまかに南側を「プラハ文化」、北側を「コルチャク文化」とすることもある。この場合、南北で文化的にこれといった相違点はないが、政治的には互いに異なる状況であったものと見られている。6世紀半ばになると、それまで地中海地方でヴァンダル王国を築くなど遠方に行っていたヴァンダル族の人々が、彼らの故地かつコルチャク文化の西部地方にあたるポーランドに続々と帰還している。のちの時代、11世紀のブレーメンの歴史家アダムは、11世紀当時のスラーヴィア地方はゲルマニア最大の地域でヴィンニル人（ヴァンダル族）が支配しており、ヴィンニル人はボヘミア族（チェコ人）とポラン族（ポーランド人）の2部族から成っていて、両部族の風習や言語はまったく同じであると記している。

## 特徴
プラハ文化では500か所ほどの遺跡が見つかっている。開けた形の大きな集落が多く、それぞれの集落は20から30ほどの家屋で成り立っている。小規模の家屋が集まって形成されたような構造の大きな住居が群集して集落を形成していることが多い。これらは一種の長屋のようなものとみられ、それぞれの住居にひとつの拡大家族が暮らし、これを構成する複数の小さな家屋それぞれに最小単位としてひとつの夫婦ないし単身世帯が暮らしていたものとみられる。それぞれに石を積んで作った竈がある。また、大きな城塞も複数発見されている。火葬の習慣があり、骨壺を用いる場合と、遺灰を直に埋葬する場合がある。墓は平らなものもあれば、墳墓となっているものもある。共同墓地に埋葬し、それらは数個の墓所からなる小さいものもあれば、2,000もの墓所から構成される大きなものもある。それぞれの墓所はいくつかの墓の小さな集まりとなっており、これは拡大家族が基本的な社会単位となっていたことを示唆している。
プラハ文化は西スラヴ語群（のちに南下した集団は南スラヴ語群を形成）系統の人々の文化と推定される。しかし、東スラヴ語群の人々のペンコフ文化やコロチン文化と比べると非常に豊かで活発であることから、プラハ文化は中世以降のスラヴ語派諸民族の共通文化であったと主張する者もいて、プラハ文化のうちの北群であるコルチャク文化はしばしば、当時の東スラヴ人の文化であったと結論・喧伝された。このような拙速な動きはソヴィエト連邦で盛んであった。

## 参照
1. ↑  The Great Soviet Encyclopedia(1979), "Korchak".